# 注滋口镇
注滋口镇，中华人民共和国湖南省岳阳市华容县下属的一个镇，位于华容县东南部，藕池河南岸。202省道经过县境。

## 建制沿革
- 1956年，设隆西乡；
- 1958年，属幸福公社；
- 1961年，设隆西公社；
- 1983年，改称隆西乡；
- 1984年，与注市镇合并为注滋口镇。

## 行政区划
注滋口镇下辖1个居委会与18个行政村：
- 新容街居委会、东街居委会、中街居委会、西街居委会
- 注西村、注东村、注南村、舒南村、东堤村、均和村、杨桥村、均南村、全福村、农安村、永兴村、书院村、同丰村、隆兴村、隆桥村、麻河村、隆庆村、八千村、桑田村、北洲村、溜口村、挖口村、西河村、南安村
- 同丰浃渔场、隆庆河、隆庆莲场、舵杆洲芦苇场